# Simon Tschobang
Simon Tschobang (Douala, 31 de agosto de 1951 — Douala, 7 de setembro de 2007) foi um ex-futebolista camaronês. 
Ele competiu na Copa do Mundo FIFA de 1982, sediada na Espanha, na qual a seleção de seu país terminou na 17ª colocação dentre os 24 participantes.